# Turistická značená trasa 1801
 Turistická značená trasa 1801 je 23 km dlouhá modře značená krkonošská trasa Klubu českých turistů v okresech Trutnov,  Semily a Jablonec nad Nisou, spojující Špindlerův Mlýn s Harrachovem. Její převažující směr je západní. Větší část trasy se nachází na území Krkonošského národního parku a v převážné části sleduje historickou Harrachovu cestu.

## Průběh trasy
Turistická trasa má svůj počátek na náměstí ve Špindlerově Mlýně, kde plynule navazuje na stejně značené trasy 1804 z Vrchlabí a 1807 z Dolního Dvora a kudy prochází červeně značená trasa 0402 z Horních Míseček na Luční boudu. Také je zde výchozí dvojice zeleně značených tras a to 4206 do Pece pod Sněžkou a 4207 na Hrnčířské Boudy.
Trasa vede nejprve severním směrem zástavbou Špindlerova Mlýna proti proudu Labe kolem lanové dráhy na Medvědín na Dívčí lávky, kde se od ní odpojuje stejně značená Weberova cesta na Obří sedlo. Trasa 1801 pokračuje dále Labským dolem nejprve k severozápadu a pak k severu. Charakter cesty se postupně mění z asfaltové komunikace na lesní cestu a nakonec pěšinu. V západním zakončení Labského dolu prudce stoupá k Labské boudě kolem Labského vodopádu, ke kterému je zřízena stejně značená odbočka.
V blízkosti Labské boudy vstupuje do krátkých souběhů nejprve se zde končící zeleně značenou trasou 4201 od Martinovy boudy a poté červeně značenou Bucharovou cestou od pramene Labe do Jilemnice. Za nimi vede po asfaltové komunikaci nejprve k západu a poté k jihu Pančavskou loukou na rozcestí s červeně značenou trasou 0439 od pramene Labe do Vysokého nad Jizerou a žlutě značenou trasou 7310 z téhož místa do Dolních Míseček.
Z něj trasa prudce klesá západním směrem po lesní pěšině na Krakonošovu snídani na rozcestí se žlutě značenou trasou 7307 z Vosecké boudy do Jestřabí v Krkonoších. Zde trasa 1801 vstupuje opět na asfaltovou komunikaci a klesá západním směrem Mumlavským dolem k Harrachovu. Před okrajem jeho zástavby se u Mumlavského vodopádu křižuje se žlutě značenou trasou 7225 z Rokytnice nad Jizerou k harrachovskému kempu. Na ní zde přechází i historická Harrachova cesta směřující do historického centra města. Trasa 1801 pokračuje zástavbou města k autobusovému nádraží, kde vstupuje do krátkého souběhu se zeleně značenou trasou 4278 z Horních Míseček do areálu Čerťák. Trasa 1801 pokračuje dále k západu místní částí Anenské Údolí, kříží silnici I/10 a končí v západní části Harrachova Nový Svět na rozcestí s červeně trasou 0350 vedoucí od Harrachovské celnice do Jizerských hor.

## Turistické zajímavosti na trase
- Bílý most ve Špindlerově Mlýně
- Muzeum kostek ve Špindlerově Mlýně
- Lanová dráha Špindlerův Mlýn - Medvědín
- Řopík pod Dívčí strání
- Dívčí lávky (soutok Labe s Bílým Labem)
- Labský důl
- Malý Labský vodopád
- Vyhlídková místa v západním zakončení Labského dolu
- Labský vodopád - po modře značené odbočce
- Labská bouda
- Pančavská louka
- Krakonošova snídaně
- Mumlava
- Mumlavský důl
- Mumlavský vodopád
- Expozice Šindelka v Harrachově
- Ski muzeum v Harrachově
- Lanová dráha Harrachov - Čertova hora
- Přírodní památka Anenské údolí
- Pramen svatého Jána v Anenském údolí